# Lee Dresser
Lee Dresser (* 22. Mai 1941 in Washington, D.C.; † 24. April 2014 in Kansas City, Missouri) war ein US-amerikanischer Sänger, Komponist und Musiker. Dressers Repertoire erstreckte sich von Rock ’n’ Roll über Pop bis Country. Mit seiner Band, den Krazy Kats, gehörte er jahrzehntelang zu den aktivsten Bands des mittleren Westens.

## Leben
Lee Dresser wurde 1941 in Washington, D.C. als Sohn eines Regierungsbeamten und einer Ballerina geboren. Seine Eltern verlor er jedoch früh, sodass Dresser als Kind zu seinen Großeltern nach Moberly, Missouri, gebracht wurde, wo er auch aufwuchs. Mit 14 Jahren brachte er sich selbst das Gitarre spielen bei und erlernte später auch Mundharmonika.
1957 gründete Dresser zusammen mit seinen Schulfreunden Willie Craig und Fred Fletcher die Krazy Kats. 1958 und 1959 spielte die Band einige Songs ein, die aber nicht veröffentlicht wurden. 1960 folgte ihre erste Single Beat Out My Love / Thinkin' 'Bout Your Love für Vic Damons Label Damon Records in Kansas City. 1964 folgten zwei Singles für das Robin-Label sowie das erste Album der Band, Movin' Out!, dass zunächst bei Damon und 1965 noch einmal bei Robin veröffentlicht wurde.
Mitte der 1960er-Jahre wurde Dresser zur Armee eingezogen und als Soldat nach Vietnam geschickt. Sein Freund und Bandmitglied Willie Craig war bereits ein Jahr früher einberufen worden. Während seiner Militärzeit trat Dresser solo als Singer-Songwriter auf. Nach seiner Entlassung zog er nach Los Angeles, wo er unter anderem als Gitarrist und Mundharmonika-Spieler für Danny Thomas, Dolly Parton, Merle Haggard und die Oak Ridge Boys arbeitete.
Nach einem weiteren Album Mitte der 1970er-Jahre unterzeichnete Dresser bei Capitol Records, schaffte es jedoch nicht in die Hitparaden. Seine Kompositionen wurden von Künstlern wie Pat Boone, Bobby Sherman, Ray Price, Trini Lopez und The Osmonds aufgenommen. 1980 kamen die Krazy Kats wieder zusammen und begannen, in Missuori Konzerte zu spielen. In dieser Zeit reiste Dresser zwischen Kalifornien und Missouri hin und her, bis er sich 1985 wieder in Missouri niederließ.
Dresser und die Krazy Kats unternahmen bis zu Dressers Tod 2014 weitläufige Tourneen durch den mittleren Westen der USA. 2012 spielte Dresser zudem auf dem Hemsby Rock'n'Roll Weekend in Großbritannien, auf dem er 2014 wieder hätte auftreten sollen. Dresser starb jedoch vorher an Leukämie.

## Diskografie

### Singles
- 1969: El Camino Real / Abraham, Martin And John
- 1973: Once In A Lifetime Thing
- 1978: You’re All The Woman I’ll Ever Need / Fallin’
- 1978: A Beautiful Song (for A Beautiful Lady) / The Man Up In The Mansion
- 1979: Let’s Love Tonight
- 1983: The Hero / All I Have To Do

### Alben
- 1969: El Camino Real
- 1975: To Touch The Wind
- 1983: The Hero